# Wieża widokowa w Wieszczynie
Wieża widokowa w Wieszczynie – turystyczna, drewniana, dostępna całorocznie wieża widokowa zlokalizowana w Wieszczynie (gmina Prudnik, województwo opolskie) na terenie Parku Krajobrazowego Góry Opawskie.

## Historia
Wieża została otwarta w 2009 w centrum Wieszczyny (teren gminny), w obrębie ogrodu lokalnego schroniska młodzieżowego. Stoi na wysokości 340 m n.p.m. i zapewnia panoramę masywu Biskupiej Kopy i Srebrnej Kopy. Obiekt ma 15 metrów wysokości, przy czym górny taras widokowy znajduje się na wysokości 11 metrów. Prowadzi na niego 61 stopni. Wieżę wzniesiono ze środków gminy Prudnik i z dotacji Unii Europejskiej.
Projektantem wieży był architekt Jerzy Sylwestrzak z Prudnika, który wygrał przetarg. Lokalizacja wieży została skrytykowana przez Józefa Michalczewskiego, prezesa prudnickiego oddziału PTTK, z uwagi na fakt, że z Wieszczyzny rozciąga się i tak atrakcyjny widok na Góry Opawskie z Biskupią Kopą, ale widok na drugą stronę jest zasłonięty przez Długotę i zwarty las, natomiast wieża jest zbyt niska, by zapewnić widok dookolny.
Wieża została zamknięta ze względu na zły stan techniczny.